# Lista de conflitos envolvendo a Argentina
Esta é a lista de guerras envolvendo a Argentina desde 1810 até os dias atuais:

## Lista
| Conflito                                                                     | Combatente 1 | Combatente 2 | Resultado |
| ---------------------------------------------------------------------------- | --- | --- | --- |
| Guerra da Independência da Argentina (1810–1825)                             | Argentina | Espanha | Vitória - Independência da Argentina |
| Guerra Civil da Argentina (1814–1880)                                        | Argentina Federalistas Blancos | Unitários Colorados | Sanção da Constituição da Argentina de 1853, posterior cumprimento (incluindo a Federalização de Buenos Aires de 1880).                                                                                     |
| Guerra da Cisplatina (1825–1828)                                             | Províncias Unidas do Rio da Prata                                                                                                  | Império do Brasil - Mercenários Alemães                                                                                                | Impasse - Tratado de paz, termos favoráveis ao Império do Brasil a respeito da soberania sobre as Missões Orientais - Independência do Uruguai                                                              |
| Guerra da Confederação (1837–1839)                                           | Chile · Peru · Argentina | Confederação Peru-Boliviana | Vitória - Derrota da Confederação pelo Chile. |
| Bloqueio francês do rio da Prata (1838-1840)                                 | Argentina | França | Vitória - A marinha francesa se retira do Rio da Prata. |
| Guerra Grande (1839-1851)                                                    | Partido Blanco Argentina Revolucionários Lavallejistas                                                                             | Partido Colorado · Partido Unitário · Império do Brasil · França · Império Britânico · Camicie rosse · Rio Grande do Sul (1839 a 1845) | Derrota |
| Guerra do Prata (1851–1852)                                                  | Argentina Federalistas | Unitários · Império do Brasil · Uruguai                                                                                                | Derrota - Caída de Juan Manuel de Rosas e vitória de exercito aliado do Justo Jose de Urquiza - Influência argentina sobre região platina termina - Hegemonia brasileira na região norte-oriental do Prata. |
| Guerra do Uruguai (1864–1865)                                                | Império do Brasil Colorados Argentina                                                                                              | Uruguai | Vitória - Mudança de Regime no Uruguai, os Colorados tomam o poder no país. |
| Guerra do Paraguai (1864–1870)                                               | Império do Brasil Argentina Uruguai                                                                                                | Paraguai | Vitória - Ocupação aliada do Paraguai. |
| Campanha do Deserto (1878–1884) Ocupação da Araucanía pelo Chile (1861-1883) | Argentina | Mapuches | Vitória - Anexação da Patagônia Oriental e dos Pampas ocidentais |
| Conquista do Chaco Austral (1870–1938) Guerra do Chaco (1932–1935)           | Argentina | | Vitória - Controle governamental do Chaco Central e do Chaco Austral |
| Segunda Guerra Mundial (1943–1945)                                           | Brasil · Estados Unidos · Reino Unido · União Soviética · França · Argentina · * Outros Aliados: Aliados da Segunda Guerra Mundial | Alemanha Nazista · Japão · Itália · - Outros Aliados: Potências do Eixo                                                                | Vitória - Dissolução da Alemanha Nazista. - Criação das Nações Unidas. - Emergência dos Estados Unidos e da União Soviética como superpotências. - Começo da Guerra Fria.                                   |
| Guerra das Malvinas (1982)                                                   | Argentina | Reino Unido | Derrota - Status quo ante bellum na Geórgia do Sul e nas Malvinas. - Ocupação argentina de Thule do Sul encerrada.                                                                                          |
| Guerra do Golfo (1990–1991)                                                  | Kuwait · Estados Unidos · Reino Unido · Arábia Saudita · França · Canada · Egito · Síria · Qatar · Argentina                       | Iraque | Vitória - Vitória da coalizão |